# Kashmirkonflikten
Kashmirkonflikten är en territoriell dispyt mellan Indien, Kina och Pakistan om vilken stat Kashmir tillhör. Ibland har militära konflikter blossat upp. Förenta nationerna har haft ett av sina äldsta uppdrag sedan 1949 att övervaka stilleståndslinjen, tidigare kallad Cease Fire Line (CFL), som nu går under benämningen Line of Control, i Kashmir mellan Indien och Pakistan. Observatörstyrkan (UNMOGIP = United Nations Military Observer Group in India and Pakistan) är där än idag.

## Tre länder i kamp om Kashmir
Kampen om Kashmir ledde till krig mellan Indien och Pakistan och till att området 1949 delades mellan länderna. Indien fick de mest tätbefolkade och ekonomiskt utvecklade delarna av Kashmir, framförallt den viktiga Kashmirdalen. I detta indiska Kashmir bor idag omkring 11 miljoner människor. I de Pakistan-kontrollerade delarna av Kashmir bor knappt fem miljoner, så gott som samtliga muslimer. Efter ett krig mellan Indien och Kina 1962 tillföll en femtedel av Kashmir Kina. Denna kinesiska del, Aksai Chin, består främst av otillgänglig och obefolkad glaciär. Dock är den av strategisk betydelse för Kina eftersom Kina låtit bygga en väg genom området som förbinder Tibet med Kina.

## Böcker om konflikten
- Kashmir in Comparative Perspective: Democracy and Violent Separatism in India, av Sten Widmalm (2002)
- Kashmir's Forgotten Guardians, av Anders Blixt, Probus förlag, Stockholm (1993)